# Geof Darrow
Geofrey "Geof" Darrow, född 21 oktober 1955 i Cedar Rapids, Iowa, är en amerikansk serieskapare. Han har utmärkt sig för sina oerhört grafiska och detaljerade illustrationer.
Darrow bidrog också med koncept och design till Matrix-filmerna av syskonen Wachowski.

## Serier i urval
- Hardboiled (med Frank Miller)
- Big Guy and Rusty the Boy Robot (med Frank Miller)
- Matrix (del i antologi)
- Shaolin Cowboy (även manus)